# Лінія 6 (Барселонський метрополітен)
Лінія 6 (кат. Línia 6) — шоста лінія Барселонського метрополітену. Відкрита у 1976 році. Обслуговується компанією Ferrocarrils de la Generalitat de Catalunya. Нині функціонують 9 станцій.

## Станції
- Каталунья
- Провенса
- Грасіа
- Сант-Джервасі
- Мунтанер
- Ла-Бонанова
- Лес-Трес-Торрес
- Сарріа
- Рейна-Елісенда